# Heterogemma
Heterogemma là một chi rêu trong họ Jungermanniaceae.